# Peroxydecansäure
Peroxydecansäure (Perdecansäure) ist eine organisch-chemische Verbindung aus der Gruppe der Peroxycarbonsäuren.

## Herstellung
Perdecansäure kann durch Oxidation von Decansäure mit Peroxomonoschwefelsäure (beziehungsweise Schwefelsäure / Wasserstoffperoxid) hergestellt werden.

## Eigenschaften
Perdecansäure liegt in Form farbloser Kristalle vor. Im Gegensatz zu kurzkettigen Persäuren wie Peressigsäure, ist Perdecansäure deutlich stabiler und weist eine wesentlich geringere Explosionsgefahr auf.

## Reaktionen
Peroxydecansäure eignet sich als Reagenz für Baeyer-Villiger-Oxidationen, beispielsweise von Cyclohexanon zu Caprolacton.